# 橋本勝也
橋本 勝也（はしもと かつや、1972年 - ）は、日本の文芸評論家。ニューヨーク出身。2008年、『文學界』新人小説月評担当。

## 受賞・候補歴
- 2004年、「「「編集」から「併置」へ」」で第47回群像新人文学賞最終候補。
- 2005年、「万年筆とキーボード」で第1回日本SF評論賞最終候補。
- 2006年、「『メタボリック文学』に抗って」で第2回日本SF評論賞最終候補。
- 2007年、「具体的（デジタル）な指触り（キータッチ）」が第50回群像新人文学賞の優秀作に選ばれる。